# Lichteneckert István
Lichteneckert István (néhol Lichtneckert István) (Szabadka, 1892. augusztus 17. – Budapest, 1929. november 10.) olimpiai bronzérmes magyar tőrvívó, orvos.

## Sportpályafutása
1910-től a Magyar AC (Magyar Atlétikai Club) tőrvívója volt. 1920-tól 1924-ig szerepelt a magyar válogatottban. Az 1924. évi párizsi olimpián a Berty László, Lichteneckert István, Pósta Sándor, Schenker Zoltán, Tersztyánszky Ödön összeállítású magyar tőrcsapat tagjaként bronzérmet nyert.
A Budapesti Orvostudományi Egyetemen orvosi oklevelet szerzett, és a budapesti Szent Rókus Kórház orvosa, később főorvosa lett.

## Sporteredményei
- olimpiai 3. helyezett (1924: csapat)
- magyar bajnok (1923: egyéni)